# Szívelégtelenség kezelésére használt gyógyszerek
A kardiotónikumok a szívelégtelenség kezelésére használt gyógyszerek. Pozitív inotróp hatásúak, azaz a szívösszehúzódás erejét fokozzák.

## Szívglikozidok
- digitoxin
- digoxin
- deslanosid

## cAMPszint növelő szerek
- béta1 receptor izgatók
  - dobutamin
  - dopamin
  - ibopamin
  - dopexamin

### foszfodiészterázenzimgátlók
- metilxantinok
  - Teofillin
  - amonofillin
- bipiridinek
  - amrinon
  - milrinon
- imidazolinok
  - enoximon
  - piroximon

## kalciumérzékenyítők
- pimobendan
- levoszimendán

## több támadáspontú inotróp hatás
- vesnarinon